# Vicky Versavel
Vicky Versavel (Borgerhout, 29 april 1974) is een Vlaams actrice en presentatrice. Ze is vooral bekend om haar rol als Brenda Vermeir in de soap Familie, die ze vertolkte van 1997 tot 2011.
Versavel speelde ook gastrollen in Costa!, Albert II en Aspe.

## Privé
In 2001 werd bij Versavel kanker vastgesteld en verdween ze een tijd lang uit de media. Haar rol in de soap Familie werd toen voortgezet door Chadia Cambie. In 2003 werd ze weer gezond verklaard en nam ze de rol van Brenda weer over.
Van 2004 tot 2022 was Versavel zaakvoerder van fit- en gezondheidscentra in Brasschaat, Deurne en Borsbeek.
Vicky Versavel heeft twee kinderen.